# Luigi Grasso
Luigi Grasso (* 28. September 1986 in Ariano Irpino) ist ein italienischer Jazzmusiker, der die ganze Saxophonfamilie beherrscht. Er hat bereits als Jugendlicher mehrere Tonträger veröffentlicht und ist seit 2019 Mitglied der NDR Bigband.

## Leben und Wirken
Grasso, der in einer Familie von Musikliebhabern in der Provinz Avellino aufwuchs, entdeckte Musik und das Saxophon als Kind im Alter von etwa sechs Jahren. Seine Eltern kamen mit seinem Arzt auf die Idee, ihn mit Hilfe eines Blasinstruments zu Atemübungen zu bringen, um so etwas gegen sein sehr schweres Asthma zu tun. Er wählte das Altsaxophon und hatte Spaß am Spiel. Mit zehn Jahren war das Asthma-Problem gelöst, doch das Musikmachen (auch mit seinem Gitarre spielenden Bruder Pasquale) blieb seine Lieblingsbeschäftigung. Schon in diesem Alter nahm er an den Boston Summer Seminars des Berklee College of Music im Rahmen von Umbria Jazz teil, wo ihn prominente Musiker unterrichteten. Den Nachwuchswettbewerb Bravo Bravissimo gewann er 1997. Mit dem Trio von Teo Ciavarella entstand 1999 das erste eigene Album (A Love Supreme); 2001 folgte ein Duoalbum mit seinem Bruder. Weiterhin studierte er Komposition, Kontrapunkt und Klavier, zunächst als Autodidakt, seit 2004 am Konservatorium von Bologna. Weitere Alben folgten ab 2006 mit dem Trio von Renato Sellani und mit dem Saxophonisten Nicolas Dary.
2012 nahm er mit Ça marche ein Album eines eigenen Quartetts für das Label Echopolite auf, das zahlreiche Kritiken erhielt. In den folgenden Jahren schrieb er die Musik für zwei andere Projekte, The Greenwich Session (2018) und Mariposas Mambos. 2014 entstand ein Album mit den New York All Stars. Im Folgejahr gründete er das Trio SaX mAdneSs mit Gilles Naturel und Stéphane Chandelier. Zwischen 2015 und 2018 wirkte er zudem als musikalischer Leiter für China Moses. In Paris spielte er ferner mit Raphäel Lemonnier, Alain Jean-Marie, Pierre Boussaguet, Fabien Mary und Géraud Portal. 
Seit September 2010 unterrichtete er in Paris an den Konservatorien des 9. und 17. Arrondissements in der Nachfolge von André Villéger, bevor er 2019 als Baritonsaxophonist Mitglied der NDR Bigband wurde.